# Obermühle (Kerpen)

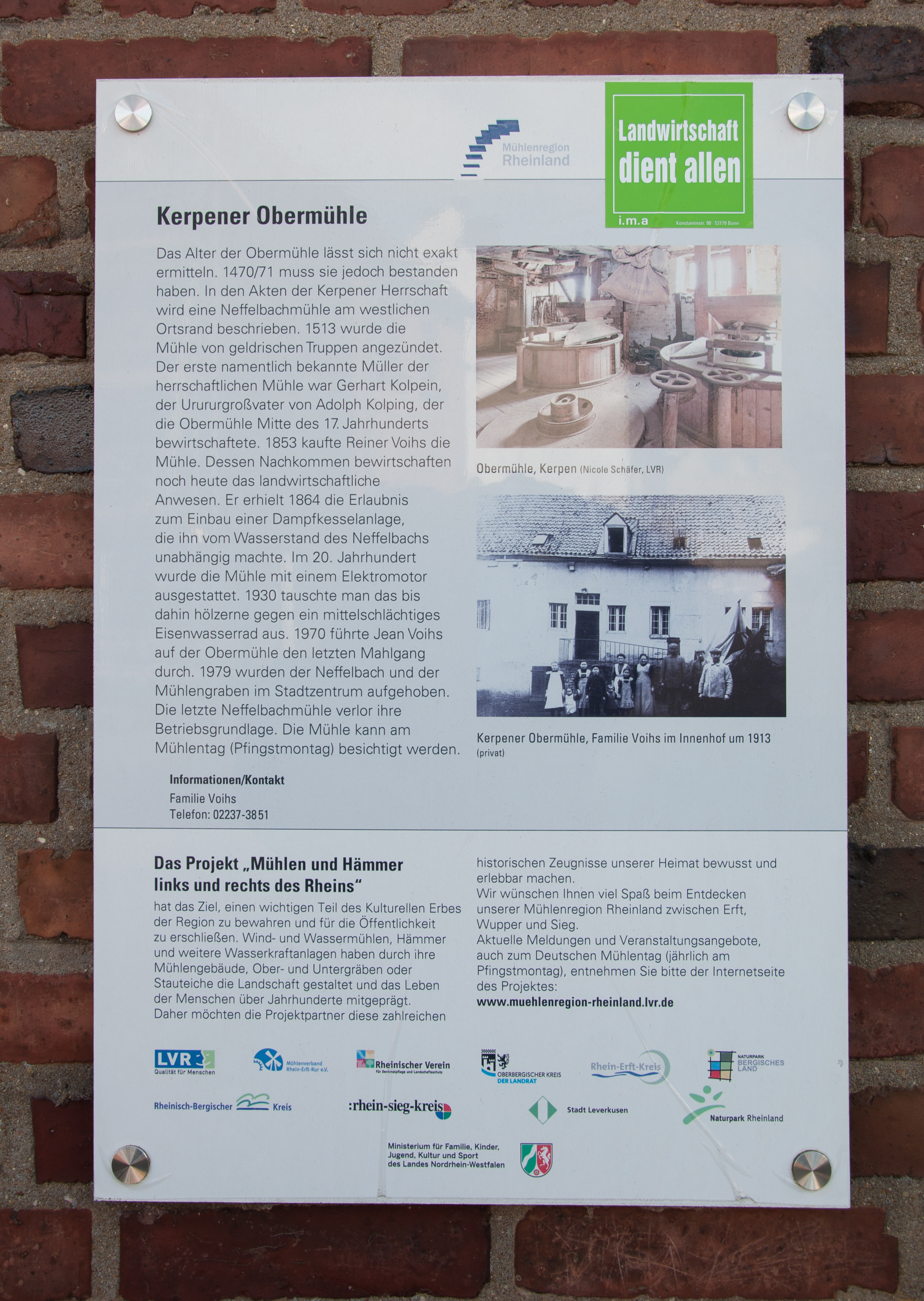
Das Hinweisschild

Die Obermühle in Kerpen im Rhein-Erft-Kreis ist eine ehemalige Wassermühle.
Durch die Umlegung des Neffelbaches in den 1970er Jahren liegt die Mühle nicht mehr am Bach. Sie steht gegenüber dem Geburtshaus von Adolf Kolping.
Die Obermühle wurde 1415 erstmals erwähnt. In den Akten der Kerpener Herrschaft wird sie 1470/71 wieder genannt. 1513 brannte die Mühle, die von geldrischen Truppen angezündet worden war, völlig ab. Sie wurde aber wieder aufgebaut.
Damals hieß sie Oever müllen. Der erste bekannte Müller war Gerhart Kolpein, der Urururgroßvater von Adolf Kolping. Der Obermüller war gleichzeitig der Bachschultheiß, da er der letzte Müller vor der Mündung des Neffelbaches in die Erft war. Später wurde die Mühle an die Herren von Schloss Türnich verkauft, die sie 1853 an den in Langenich geborenen Reiner Voihs weiterverkauften. 1864 erhielt er die Erlaubnis zum Einbau einer Dampfkesselanlage, so dass die Mühle nicht mehr auf den Wasserstand des Neffelbaches angewiesen war. Diese Anlage wurde im 20. Jahrhundert durch einen Elektromotor ersetzt. Das hölzerne Wasserrad wurde 1930 durch ein mittelschlächtiges Eisenrad ausgetauscht. Reiner Voihs führte 1970 den letzten Mahlgang durch. Die ehemalige Mühle wurde danach zu einer Wohnanlage umgebaut.